# Väsa
Väsa (älvdalska Wesa) är en småort i Älvdalens kommun och socken i Dalarna. 
Väsa ligger ungefär tio kilometer norr om Oxberg och fyra km söder om Älvdalen vid Österdalälven. Ungefär en kilometer söder om Väsa ligger Wäsabergens skidanläggning. 

## Befolkningsutveckling
Orten har varit klassificerad som tätort 1965 och 1995.
| Befolkningsutvecklingen i Väsa 1965–2015                                 | Befolkningsutvecklingen i Väsa 1965–2015 | Befolkningsutvecklingen i Väsa 1965–2015 | Befolkningsutvecklingen i Väsa 1965–2015 | Befolkningsutvecklingen i Väsa 1965–2015 |
| ------------------------------------------------------------------------ | ---------------------------------------- | ---------------------------------------- | ---------------------------------------- | ---------------------------------------- |
|                                                                          |                                          |                                          |                                          |                                          |
| År                                                                       |                                          |                                          | Folkmängd                                | Areal (ha)                               |
| 1965                                                                     | 1965                                     |                                          | 211                                      |                                          |
| 1990                                                                     | 1990                                     |                                          | 164                                      | #                                        |
| 1995                                                                     | 1995                                     |                                          | 206                                      |                                          |
| 2000                                                                     | 2000                                     |                                          | 170                                      | #                                        |
| 2005                                                                     | 2005                                     |                                          | 165                                      | #                                        |
| 2010                                                                     | 2010                                     |                                          | 152                                      | #                                        |
| 2015                                                                     | 2015                                     |                                          | 146                                      | 83#                                      |
| Anm.: Ny tätort 1965. Ej tätort 1970-1995, samt från 2000. # Som småort. |                                          |                                          |                                          |                                          |